# Ercheia pulchrivenula
Ercheia pulchrivenula là một loài bướm đêm thuộc họ Noctuidae. Nó được tìm thấy ở Thái Lan, bán đảo Mã Lai, Sumatra và Borneo.
Loài này bị nhiều tác giả xếp nhầm là đồng nghĩa của Ercheia pulchrivena.